# Georgia Dome
Georgia Dome er en sportsarena i Atlanta i Georgia, USA, der er hjemmebane for både NFL-klubben Atlanta Falcons og NBA-holdet Atlanta Hawks. Arenaen har plads til 71.228 tilskuere. Den blev indviet i 1992, hvor den erstattede Atlanta-Fulton County Stadium som hjemmebane for Atlanta Falcons. 
Georgia Dome har to gange, i 1994 og 2000 været vært for Super Bowl, finalen i NFL.